# Gidihim
Gidihim è una circoscrizione rurale (rural ward) della Tanzania situata nel distretto di Mbulu, regione del Manyara. Conta una popolazione di 11 198 abitanti (censimento 2012).